# Tokarev TT 33
Le Tokarev TT 33 (en russe : Пистолет Тульский Токарева, модель 1933 года, « Pistolet Toulsky-Tokarev modèle 1933 ») est un pistolet semi-automatique simple action développé pour l'Armée rouge au cours des années 1920. C'est une version simplifiée du TT 30 qui fut conçue par Fiodor Vassilievitch Tokarev en se basant sur le Browning M1903 (mécanisme) et le Mauser C96 (munition copiée sur le 7,63 mm Mauser).

## Description
Adoptée en 1933, cette arme peu onéreuse à produire était à la fois (trop) puissante et simple à entretenir (platine démontable, grande robustesse) pour son époque. L'arme souffre cependant d'une précision discutable, même avec des munitions de bonne qualité. Le pistolet est également affecté par une absence de dispositifs de sécurité visible (l'arme est équipée d'une sûreté qu'on actionne en amenant le chien au cran de demi-armé, ce qui bloque la détente et verrouille la culasse en place. Pour retirer cette sûreté, il suffit d'armer complètement le chien pour entamer le tir) et d'une poignée inconfortable ; à l'utilisation, l'arme peut blesser la main du tireur avec le retour du chien. Le recul de l'arme est également désagréable car la munition, très rapide, produit un recul très vif. Enfin, la détente en plus d'être rectiligne, dispose d'une bossette très lourde, ce qui nécessite un temps d'adaptation.
L'arme peut être refusée dans certains clubs de tir du fait de la vélocité de sa balle : une légende urbaine veut que sa puissance de pénétration soit en effet supérieure à un .44 Magnum (bien que les dégâts infligés à la cible soient inférieurs)[réf. nécessaire].
Cela dit, l'arme est acceptée au TAR (Tir aux Armes Réglementaires) par la FFTir (Fédération Française de Tir) ce qui théoriquement en autorise l'usage dans un club de tir.Par ailleurs ce pistolet chambré dans ce calibre spécifique pourrait, selon certains traverser les gilets pare-balles souples ; le pouvoir pénétrant de cette munition étant largement supérieur à celui du 9 mm (.38 cal) et plus encore du .45 ACP (11,43 mm). Des expériences ont cependant prouvé que la puissance de pénétration de la munition 7,62x25 Tokarev était largement surestimée et que les gilets souples modernes y survivent sans problème.

## Diffusion
Le Tokarev TT 33 a été produit par un grand nombre de pays du Pacte de Varsovie, notamment la Hongrie (FEG 48/Tokagypt), la Pologne (FB TT), la Roumanie (Cugir TTC munie d'une sécurité manuelle), ainsi que par la Yougoslavie (Zastava M57), la Corée du Nord (Type 68 (ru)), ou la Chine (Type 54) sous des formes plus ou moins proches de l'original. Les Hongrois, les Yougoslaves et les Chinois ont notamment produit des versions chambrées en 9 × 19 mm Parabellum et dotées d'une sécurité renforcée pour l'exportation. Il existe deux dérivés 22 Long Rifle du TT 33 : le TT R3 (identique au TT 33 et destinée à l'entraînement) et le TT R4 (canon long et découvert pour le tir sportif).
Il a été employé plus de 2 millions de TT 33 par la police et l'armée jusque dans les années 1960 en URSS malgré l'apparition d'armes plus modernes après guerre. Il fut alors distribué massivement aux pays aidés militairement par Moscou ou Pékin. En 2000, les Tokarev TT 33 et Type 51 pouvaient se rencontrer encore couramment en Asie (Afghanistan, Cambodge, Chine, Irak, Laos, Syrie, Viêt-Nam et Yémen), en Europe (Albanie, Bulgarie, Malte, Roumanie et Russie) ainsi qu'en Afrique (Bénin, Burkina Faso, Mali, Congo-Brazzaville, Guinée, Guinée-Bissau, Libye, Mauritanie, Madagascar, Mozambique, Somalie, Sierra Leone, Zambie et Zimbabwe). Au sein de la Gendarmerie malgache, le TT 33 cède peu à peu la place aux MAC 50 offerts par la France.
Le Tokarev fut utilisé et est encore utilisé par de nombreux groupes armés rebelles, terroristes et criminel. Une paire de TT-33 figurait dans l'arsenal en possession d'Amedy Coulibaly lors de la prise d'otages du magasin Hyper Cacher de la porte de Vincennes,.